# Gallo (Familienname)
Gallo, Le Gallo oder Galló ist ein italienischer Familienname.

## Namensträger
- Adrien Le Gallo (1865–1939), französischer Schauspieler
- Adrien Gallo (Sänger) (* 1989), französischer Musiker, Sänger und Schauspieler
- Alberto Enríquez Gallo (1895–1962), ecuadorianischer Militär und Politiker
- Alberto Gallo, peruanischer Tennisspieler
- Alejandro Gallo (* 1970), österreichischer Opernsänger
- Alexandre Gallo (* 1969), brasilianischer Fußballspieler
- Andrea Gallo (1928–2013), italienischer katholischer Priester und christlicher Sozialreformer
- Billy Gallo (* 1966), US-amerikanischer Schauspieler
- Bruno Gallo (* 1988), brasilianischer Fußballspieler
- Carla Gallo (* 1975), US-amerikanische Schauspielerin
- Carlos Roberto Gallo (* 1956), brasilianischer Fußballspieler
- Darren Le Gallo (* 1974), US-amerikanischer Schauspieler
- Dean Gallo (1935–1994), US-amerikanischer Politiker (New Jersey)
- Diego Gallo, uruguayischer Schwimmer
- Domenico Gallo (1730–~1775), italienischer Komponist und Violinist
- Ernest Gallo (1909–2007), US-amerikanischer Unternehmer
- Franco Gallo (* 1937), italienischer Verfassungsrichter und Politiker
- Franco Gallo (Eishockeyspieler) (1944–2016), italienischer Eishockeyspieler
- George Gallo (* 1956), US-amerikanischer Drehbuchautor, Filmregisseur und Filmproduzent
- Ignacio Gallo († 1935), spanischer Bildhauer
- Inigo Gallo (1932–2000), Schweizer Volksschauspieler, Kabarettist und Regisseur
- Jeanna F. Gallo, US-amerikanische Drehbuchautorin
- Johann Gallo (* 1944), österreichischer Landespolitiker (Kärnten) (BZÖ)
- Joseph Gallo (Mafioso) (auch Joey Gallo oder Crazy Joe; 1929–1972), US-amerikanischer Mobster
- Joseph Edward Gallo (auch Joe Gallo; 1919–2007), US-amerikanischer Milchbauer
- Joseph N. Gallo (auch Joe N. Gallo; 1912–1995), US-amerikanischer Mafioso der Gambino-Familie
- Julio Gallo (1910–1993), US-amerikanischer Unternehmer
- Kurt Di Gallo († 2010), Schweizer Manager
- Lucy Galló, ungarische Eiskunstläuferin
- Luigi Maria Gallo (* 20. Jahrhundert), italienischer Filmregisseur
- Maresa Gallo (* 1935), italienische Schauspielerin und Synchronsprecherin
- María Rosa Gallo (1925–2004), argentinische Schauspielerin
- Marielle Gallo (* 1949), französische Politikerin (La Gauche moderne)
- Max Gallo (1932–2017), französischer Schriftsteller, Historiker und Politiker
- Moreno Gallo († 2013), italienisch-kanadischer Mafioso
- Nicolás Gallo (* 1986), kolumbianischer Fußballschiedsrichter
- Nunzio Gallo (1928–2008), italienischer Sänger und Schauspieler
- Pietro Antonio Gallo (zwischen 1695 und 1700–1777), italienischer Komponist des Spätbarock
- Ramiro Gallo (* 1966), argentinischer Tangomusiker
- Raúl Arellano Gallo (* 1939), mexikanischer Fußballspieler
- Robert Gallo (* 1937), US-amerikanischer Virologe
- Theophil Gallo (* 1957), deutscher Politiker (SPD)
- Valentino Gallo (* 1985), italienischer Wasserballspieler
- Vilmos Galló (* 1996), ungarischer Eishockeyspieler
- Vincent Gallo (* 1962), US-amerikanischer Schauspieler, Regisseur, Musiker, Fotograf und Maler
- Vincenzo Gallo (um 1550–nach 1607), sizilianischer Kapellmeister und Komponist